# Percy Sledge

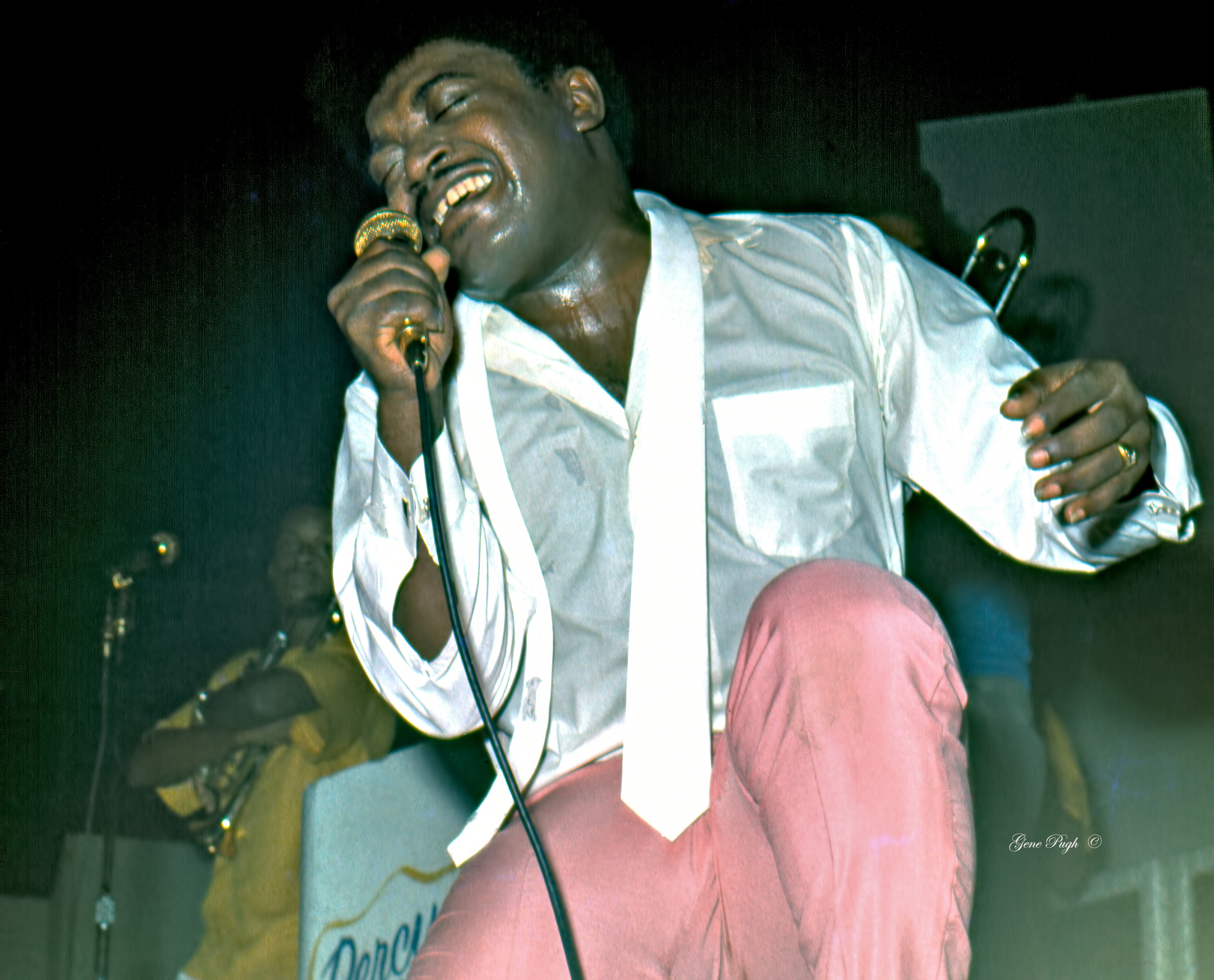
Percy Sledge in 1974

Percy Sledge (Leighton (Alabama), 25 november 1940 – Baton Rouge, 14 april 2015) was een Amerikaans soulzanger, best bekend van de nummers "When a man loves a woman" en "My special prayer". Hij werd bekend van emotionele soulballads, maar hij was ook een van de eerste artiesten die country met soul mengde, waarbij hij covers van onder andere Kris Kristofferson zong.

## Biografie
Begin jaren zestig werkte Sledge nog als verpleger in een ziekenhuis, toen hij zijn eerste schreden in de muziek zette als lid van de soulgroep de Esquires Combo. Lokale dj Quin Ivy adviseerde hem in 1966 om solo te gaan. "When a man loves a woman", door Sledge zelf geschreven, was de eerste single die van hem werd uitgebracht in de zomer van 1966, bij Atlantic Records. Al snel werd het wereldwijd een grote hit, waaronder nummer één in de Verenigde Staten. De single werd opgevolgd door de hits "Love Me Tender", "Take Time to Know Her" en in 1969 "My Special Prayer".
In de jaren zeventig daalde zijn populariteit. "I'll be your everything" uit 1975 was zijn laatste grote internationale hit. Zijn optredens verkochten daarentegen een stuk beter en tot in de jaren negentig bleef hij uitverkochte zalen trekken. In 1987 werd "When a man loves a woman" weer een hit, dankzij een reclame van het jeansmerk Levi's.
In 1993 werd Sledge opgenomen in de Alabama Music Hall of Fame.
Percy Sledge overleed op 74-jarige leeftijd aan de gevolgen van leverkanker in zijn huis in Baton Rouge te Louisiana. Sledge werd begraven op de Heavenly Gates Cemetery in het noorden van Baton Rouge.

## Discografie

### Albums
| Album met eventuele hitnotering(en) in de Nederlandse Album Top 100 | Datum van verschijnen | Datum van binnenkomst | Hoogste positie | Aantal weken | Opmerkingen |
| ------------------------------------------------------------------- | --------------------- | --------------------- | --------------- | ------------ | ----------- |
| When a man loves...                                                 | 1980                  | 25-10-1980            | 2               | 17           |             |

### Singles
| Single met eventuele hitnotering(en) in de Nederlandse Top 40 | Datum van verschijnen | Datum van binnenkomst | Hoogste positie | Aantal weken | Opmerkingen                 |
| ------------------------------------------------------------- | --------------------- | --------------------- | --------------- | ------------ | --------------------------- |
| When a man loves a woman                                      | 1966                  | 18-06-1966            | 12              | 11           | Nr. 10 in de Single Top 100 |
| Love me tender                                                | 1967                  | 12-08-1967            | tip20           | -            |                             |
| Take time to know her                                         | 1968                  | 27-04-1968            | 9               | 12           | Nr. 7 in de Single Top 100  |
| My special prayer                                             | 1969                  | 06-09-1969            | 1(5wk)          | 21           | Nr. 1 in de Single Top 100  |
| Silent night                                                  | 1969                  | 20-12-1969            | 12              | 3            | Nr. 10 in de Single Top 100 |
| True love travels on a gravel road                            | 1970                  | 07-02-1970            | 21              | 5            | Nr. 16 in de Single Top 100 |
| I've gotta get a message to you                               | 1970                  | 08-08-1970            | tip4            | -            |                             |
| My special prayer                                             | 1974                  | 30-11-1974            | 3               | 11           | Nr. 4 in de Single Top 100  |
| I'll be your everything                                       | 1975                  | 29-11-1975            | 30              | 6            | Nr. 27 in de Single Top 100 |

### NPO Radio 2 Top 2000
| Nummers met noteringen in de NPO Radio 2 Top 2000 | '99 | '00  | '01  | '02  | '03  | '04 | '05 | '06  | '07  | '08 | '09  | '10  | '11  | '12  | '13  | '14  | '15  | '16  | '17  | '18  | '19  | '20  | '21  |
| ------------------------------------------------- | --- | ---- | ---- | ---- | ---- | --- | --- | ---- | ---- | --- | ---- | ---- | ---- | ---- | ---- | ---- | ---- | ---- | ---- | ---- | ---- | ---- | ---- |
| My Special Prayer                                 | 666 | 1184 | 1724 | 1294 | 1147 | 924 | 795 | 976  | 1071 | 987 | 1334 | 1270 | 1370 | 1548 | 1780 | 1852 | 1721 | -    | -    | -    | -    | -    | -    |
| When a Man Loves a Woman                          | 613 | 1123 | 1616 | 1478 | 868  | 864 | 754 | 1066 | 1160 | 975 | 1258 | 1110 | 1070 | 1277 | 1207 | 1223 | 1116 | 1189 | 1152 | 1424 | 1728 | 1565 | 1952 |

1. ↑  Een '-' betekent dat het nummer niet was genoteerd en een vetgedrukt getal geeft de hoogste notering van een nummer aan.
2. ↑  Deze tabel is bijgewerkt tot en met de laatste editie (2024).